# 神楽鈴の鳴るとき
『神楽鈴の鳴るとき』（かぐらすずのなるとき）は、2018年の日本の映画。国の重要無形民俗文化財である「河口の稚児舞」をモチーフにした映画。
第7回富士山河口湖映画祭シナリオコンクール準グランプリ受賞。

## キャスト
- 御山　鈴（みやま　りん） - 濱田ここね
- 御山　鏡子（みやま　きょうこ） - 加藤明子
- 御山　剣（みやま　けん） - 白石朋也
- 御山　吾平（みやま　ごへい） - 大杉漣

## スタッフ
- 原案・脚本・プロダクションデザイン・製作総指揮 - 増山修
- 監督 - 小沼雄一
- 音楽 - HEAVENESE（へヴニーズ）
- 主題歌 - 「神楽鈴の鳴るとき」　作詞 ：増山修、作曲 ：MARRE、編曲：長岡成貢、歌　：加藤明子
- プロデューサー - 竹原直子、椎木努、櫻井裕也
- 撮影 - 中村夏葉
- 照明 - 渡辺大輔
- 録音 - 岩間翼
- 整音 - 伊藤裕規
- 音響効果 - 勝亦さくら
- 美術・装飾・持道具 - 金沢勇大
- 衣装 - 藤田賢美
- メイク - 宇都圭史、新井みどり
- 助監督 - 後藤ヨシチカ
- 制作 - インスパイアード